# سيد أول

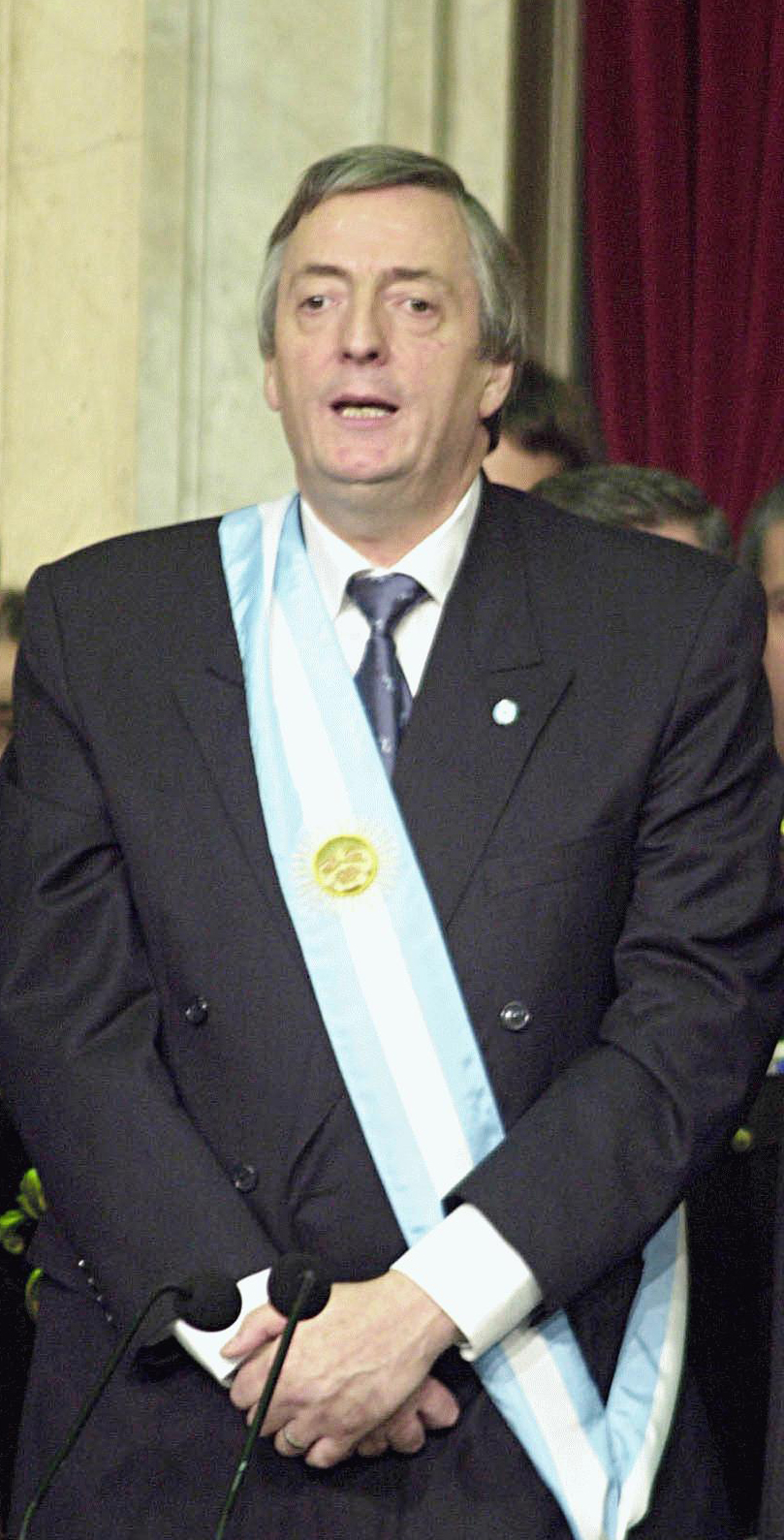

سيد أول هو لقب غير رسمي يتم استخدامه في حالة كان رئيس الدولة أو حاكم الإقليم امرأة، فيتم استخدامه للتعبير عن مصطلح موازي لمصطلح السيدة الأولى. وبالتوازي مع مصطلح السيدة الأولى، يتم استخدام لقب السيد الأول سواء كان بصورة رسمية أو غير رسمية للتعبير عن زوج سيدة في منصب رئاسي مؤسسي كأن تكون رئيسة جامعة أو كلية أو راعية كنيسة أو حتى أن تكون في منصب رئيس الدولة أو رئيس الحكومة.

## السادة الأوائل الحاليين
- تود بالين (ألاسكا)
- مايك غريغوار (واشنطن)
- لو ريل (كونيكتيكت)